# Гуостагальское староство
Гуостагальское староство (лит. Guostagalio seniūnija) — одна из 8 административно-территориальных единиц Пакруойского района, Шяуляйского уезда Литвы. Административный центр — деревня Гуостагалис.

## География
Расположено в Мушо-Нямунельской низменности на севере Литвы, в восточной части Пакруойского района.
Граничит с Линкувским староством на западе, Кловайняйским — на юге, Жеймяльским — на севере, Вашкайским староством Пасвальского района — на востоке, и Йонишкельским апилинкским староством Пасвальского района — на юге.

## Население
Гуостагальское староство включает в себя 25 деревень.